# Flüchtlingslager Oksbøl

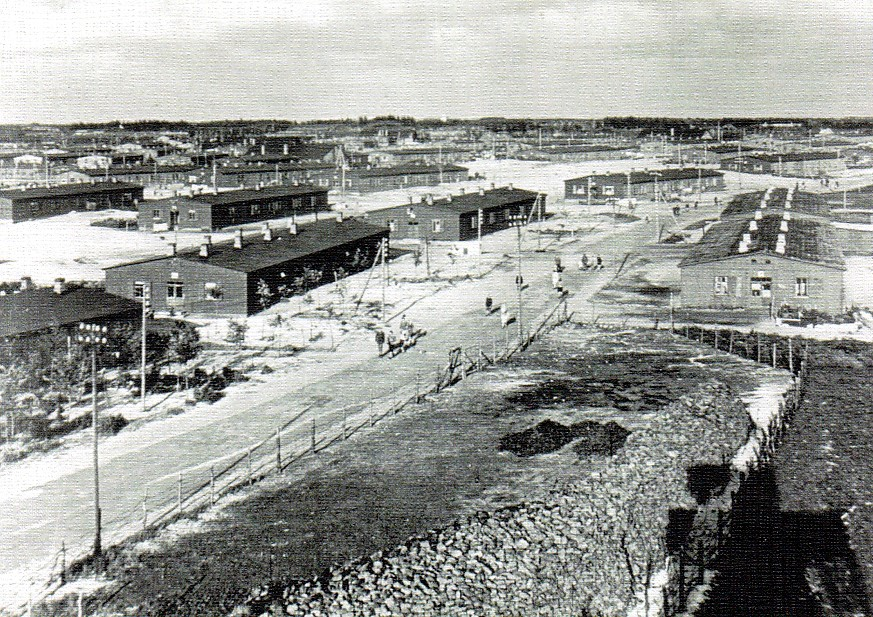
Flüchtlingslager Oksbøl

Das Flüchtlingslager Oksbøl war nach dem Zweiten Weltkrieg ein dänisches Lager für Flüchtlinge und Vertriebene aus den Ostgebieten des Deutschen Reiches. Es lag an der Westküste Jütlands neben dem Truppenübungsplatz bei Oksbøl (Varde Kommune) und bestand bis 1949.

## Geschichte
Ende der 1920er Jahre errichtete das dänische Heer einen Artillerie-Übungsplatz zwischen den Orten Blåvand und Vejers an der jütländischen Westküste. Neu eingeführte Geschütze aus Frankreich mit einer größeren Reichweite machten dies notwendig. Hier konnte der scharfe Schuss – im Zweifelsfall hinaus auf die Nordsee – geübt werden. Die Truppen hatten dort mehrwöchige Schießaufenthalte und lebten in einer Zeltsiedlung nordwestlich von Oksbøl. Mit der Zeit wurden die Anlagen vergrößert, denn inzwischen übten hier, auf Dänemarks größtem Übungsgelände, auch Infanteristen.
Als im April 1940 Dänemark von Truppen der deutschen Wehrmacht überfallen und besetzt wurde (→ „Unternehmen Weserübung“), erregte das Gelände schnell das Interesse der Besatzer. Der Schießplatz wurde ab 1941 durch Zukauf noch einmal deutlich vergrößert und im Wald westlich des Dorfes Oksbøl entstand ein großes Wehrmachtslager mit kompletter Infrastruktur, d. h. Krankenrevieren, Zahlstelle, Verwaltung, Küchen, Verpflegungsamt, Truppenbetreuung, Pferdeställe und vielem mehr. Nur wenige Gebäude wurden massiv ausgeführt, der weitaus größere Teil bestand aus Holzbaracken. Viele Truppenteile hatten hier nun Übungsplatzaufenthalte: Artillerie, Infanterie, Panzertruppe usw. Hier wurden auch neue Truppenteile für den Feldzug gegen die Sowjetunion aufgestellt. Von der Lagergröße konnte hier eine ganze Division (ca. 12.000 Soldaten) beherbergt werden. Wie die Nordseeküste wurde das Lager streng abgeriegelt, Dänen hatten nur als Zivilarbeiter Zutritt (Küche, Werkstätten). Gegen Ende des Krieges wurden die Truppen nach und nach abgezogen, da alle Soldaten in die Frontverwendung mussten.
Anfang 1945 begannen große Bevölkerungsteile aus dem Osten des Deutschen Reichs vor der vorrückenden sowjetischen Armee in die Westteile zu fliehen. Mit den Verwundeten- und Flüchtlingstransporte über die Ostsee kamen hunderttausende Flüchtlinge aus Ost- und Westpreußen nach Nordwestdeutschland. Bereits am 4. Februar 1945 hatte Adolf Hitler angeordnet, Flüchtlinge auch im besetzten Dänemark aufzufangen. Nach der Teilkapitulation bei Lüneburg, die vom letzten Reichspräsidenten Karl Dönitz autorisiert worden war, der sich in der Grenzstadt Flensburg im dortigen Sonderbereich Mürwik aufhielt, übernahm der dänische Staat am 5. Mai 1945 das Lager. Die deutschen Flüchtlinge waren in ganz Dänemark untergebracht, sie lebten in Schulen, Gemeindehäusern, Hotels, Gaststätten und anderen öffentlichen Gebäuden. Die Dänen bemühten sich, die Flüchtlinge in einigen wenigen großen Lagern zusammenzuführen, auch, um das öffentliche Leben wieder in Gang zu bekommen. Doktrin war damals, dass die Dänen keinerlei Kontakte zu den unerwünschten deutschen Flüchtlingen haben sollten.
Von zeitweise 250.000 deutschen Flüchtlingen im Land lebten bis zu 36.000 Menschen in dem stacheldrahtbewehrten Barackenlager Oksbøl. Es verfügte über eine eigene Verwaltung mit Bürgermeister, Lagerpolizei, Schulen und einem kleinen Theater. Unter ihnen waren auch die ostpreußischen Schriftsteller Agnes Miegel und Walter Scheffler, der dort die »Gesänge hinterm Stacheldraht« schrieb.
Das wieder souveräne Dänemark wollte die Flüchtlinge nach Deutschland abschieben, stieß damit aber auf den Widerstand der Briten. Erst 1947/1948 gelang es der dänischen Regierung nach einigen Vorstößen und Verhandlungen, dass die vier Alliierten in ihren Zonen bestimmte Kontingente der Flüchtlinge aufnahmen. Im Februar 1949 verabschiedete der Koldinger Bürgermeister Søren M. Jensen die letzten Heimatvertriebenen auf dem dortigen Bahnhof.
Danach sollte das Lager dem Erdboden gleichgemacht und das Gelände wieder aufgeforstet werden. Dazu wurde durch den dänischen Staat ein Camp für Kriegsdienstverweigerer eingerichtet, die hier ihre Wehrpflicht ableisten mussten. Das Mobiliar, die Baracken, Versorgungsgüter usw. wurden versteigert und an anderen Stellen im Land wieder in Benutzung genommen, nur wenige Gebäude blieben stehen. Darunter ein Krankenhaus, das bis ins neue Jahrtausend als Jugendherberge von Oksbøl diente. Andere Gebäude wurden zur Grundschule des Ortes bzw. zu einem Kinderhort, nach der Wiederaufforstung sind die Straßenzüge des Lagers heute als Geh- und Wanderwege erhalten.
Eine Kulturinitiative des Vardemuseums verfolgt aktuell Pläne, aus dem Krankenhausgebäude ein Flüchtlingsmuseum zu machen und die Geschichte des Lagers und der Vertriebenen darzustellen. Auch deutsche Unterstützer aus Politik und Kultur arbeiten an diesem Projekt mit. Am 25. Juni 2022 wurde das FLUGT – Refugee Museum durch die dänische Königin Margrethe II. und den deutschen Vizekanzler Robert Habeck eingeweiht.

## Deutsche Kriegsgräberstätte Oksbøl

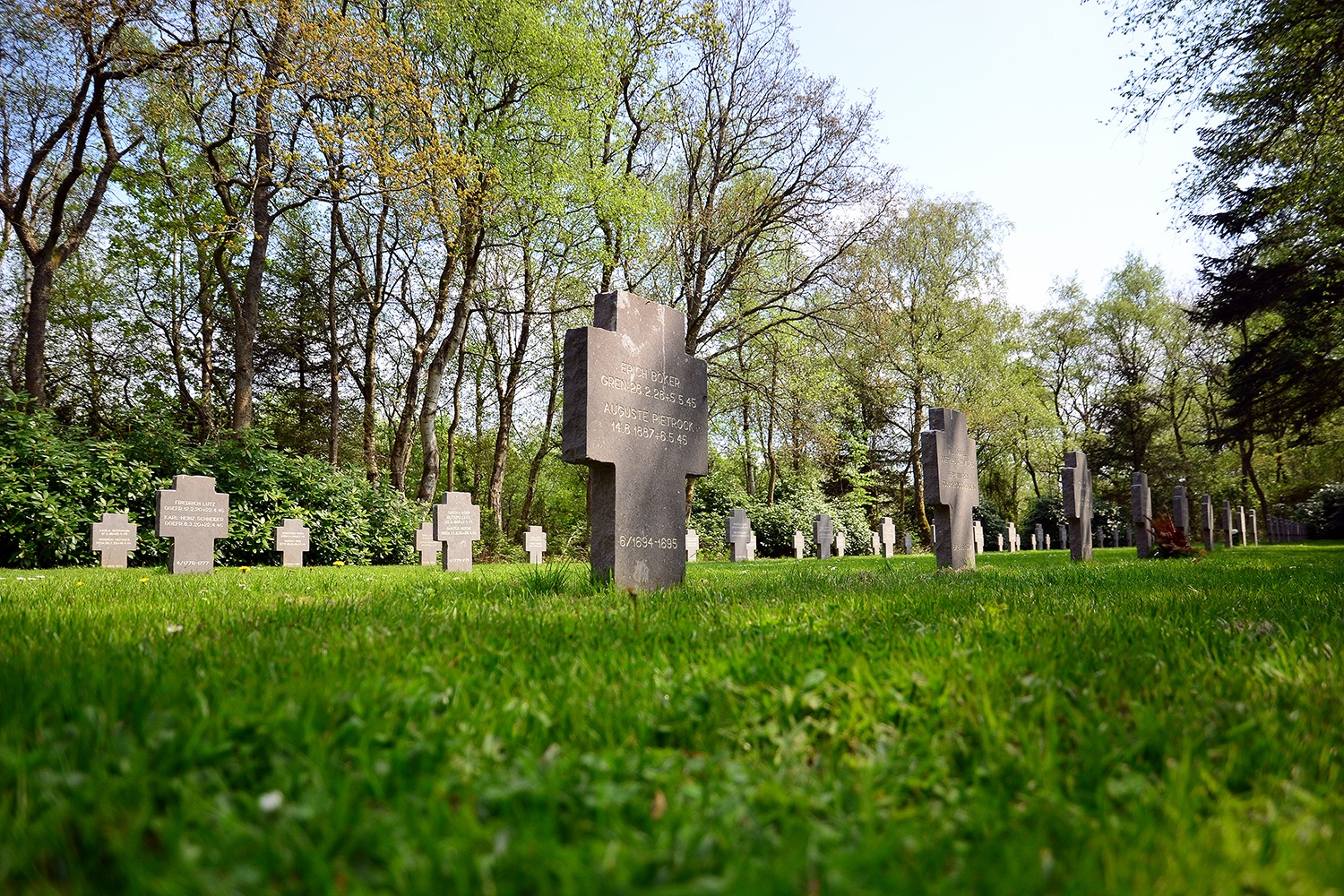
Kriegsgräberstätte Oksbøl

Heute befinden sich auf dem Flüchtlings-Friedhof in Oksbøl die Deutsche Kriegsgräberstätte Oksbøl mit Gräbern von 121 Soldaten und 1.675 Flüchtlingen, die im Lager starben. Sie werden vom Volksbund Deutsche Kriegsgräberfürsorge gepflegt.

## Im Film
Szenen des Films Unter dem Sand – Das Versprechen der Freiheit wurde im Lager Oksbøl gedreht.